# 施泰尔乡村县

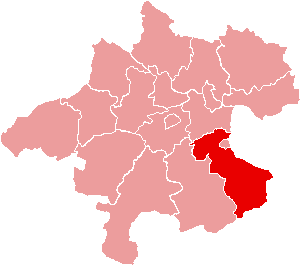
施泰尔乡村县在上奥地利州的位置

施泰尔乡村县（Bezirk Steyr-Land）是奥地利上奥地利州所辖的一个县。总面积971.7平方公里，总人口57611，人口密度59人/平方公里（2001年）。行政中心位于施泰爾。

## 行政区域
施泰尔乡村县辖有21个市镇。